# Cheilotrichia simplicior
Cheilotrichia simplicior är en tvåvingeart som först beskrevs av Alexander 1951.  Cheilotrichia simplicior ingår i släktet Cheilotrichia och familjen småharkrankar. Inga underarter finns listade i Catalogue of Life.